# هولمز ألكسندر
هولمز ألكسندر (بالإنجليزية: Holmes Alexander)‏ هو صحفي ومؤرخ وسياسي أمريكي، ولد في 19 يناير 1906 بباركرسبورغ في الولايات المتحدة، وتوفي في 5 ديسمبر 1985. حزبياً، نشط في الحزب الديمقراطي. وقد انتخب عضو مجلس النواب لولاية ماريلند.